# 가락동 (서울)
가락동(可樂洞)은 대한민국 서울특별시 송파구에 위치한 법정동이다.

## 개요
가락동은 1577년부터 광주군 중대면 가락리로 되었다가, 1963년 1월 1일 서울특별시의 행정구역 확장에 따라 서울특별시 성동구에 편입되면서 가락동으로 바뀌었고, 1975년 10월 1일 강남구 관할이 되었고, 1979년 10월 1일 강동구 관할이 되었고, 1988년 1월 1일 신설된 송파구 관할로 바뀌었다. 동네 이름은 옛날 이 지역에 있었던 가락골이란 지명에서 유래한다. 1989년 10월 양재대로 이북지역을 송파동에 편입시켰다.

## 행정 구역
- 가락1동

가락시장이 소재한다. 가락시영아파트가 인구의 대부분을 차지하고 있었으나, 재건축으로 인구 대부분이 유출되어 대한민국에서 인구가 가장 적은 행정동이 되었다. 하지만 2018년 12월, 해당 지역에는 송파헬리오시티가 들어오며 신도시급의 인구를 가지게 되었다.
- 가락2동
- 가락본동

## 공공도서관
| 도서관명 (독서시설)       | 위 치                       | 이용료 |
| ------------------------- | --------------------------- | ------ |
| 석촌중학교 학교개방도서관 | 송이로15길 13 (가락본동 43) | 무료   |

## 주요 시설
- 가락시장

## 교통 시설
- ● 수도권 전철 3호선
  - 가락시장역 - 경찰병원역
- ● 수도권 전철 8호선
  - 가락시장역

## 사진

구 가락1동주민센터 (송파대로 345)
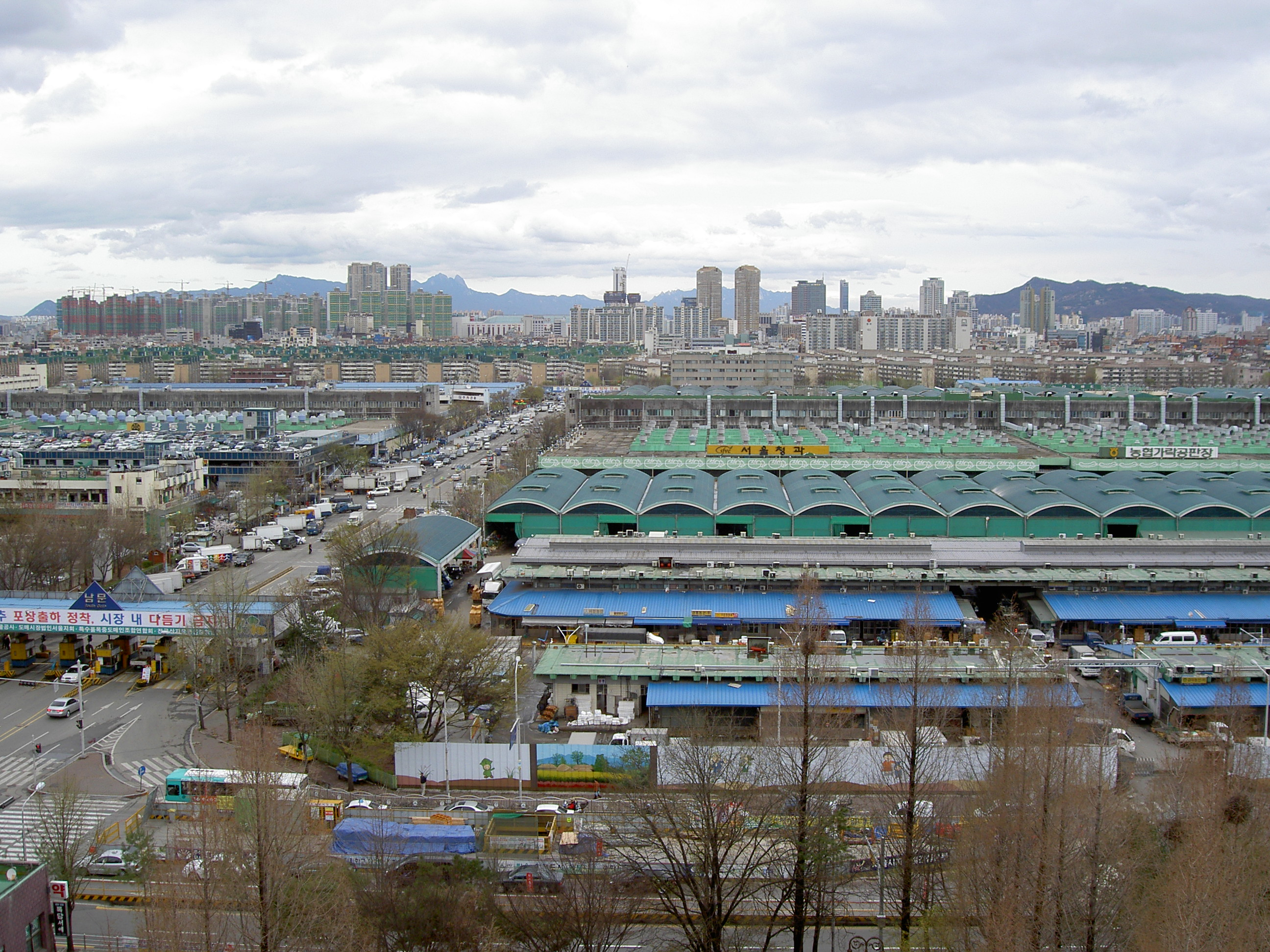
가락시장 전경. 멀리서는 지금의 송파 헬리오시티가 들어선 자리에 있었던 시영아파트도 보인다.
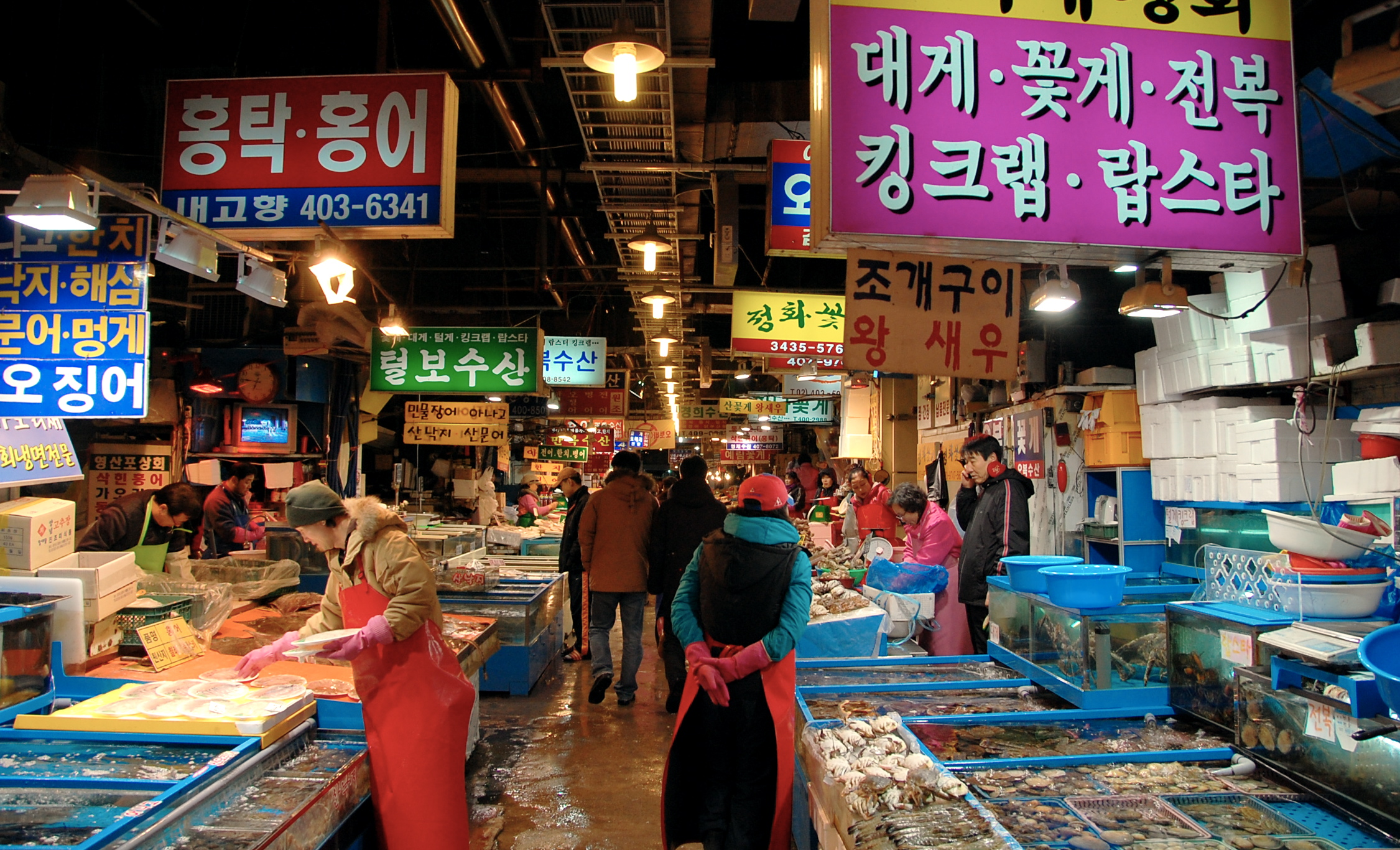
가락어시장 전경. 가락동 농수산물도매시장에는 수산물 전용 코너가 분리되어 있다.

## 아파트
| 단지명                | 건설사                                    | 시행사                                | 주소                | 입주        | 비고                          |
| --------------------- | ----------------------------------------- | ------------------------------------- | ------------------- | ----------- | ----------------------------- |
| 송파 헬리오시티       | 현대산업개발 현대건설 삼성물산㈜ 건설부문 | 가락시영아파트 주택재건축정비사업조합 | 송파구 송파대로 345 | 2018년 12월 | 가락시영 재건축               |
| 가락 쌍용 1차         | 쌍용건설                                  | 쌍용건설                              |                     | 1997년 3월  |                               |
| 가락 쌍용 2차         | 쌍용건설                                  | 쌍용건설                              |                     | 1999년 10월 |                               |
| 가락 쌍용스윗닷홈 3차 | 쌍용건설                                  | 쌍용건설                              |                     | 2005년 2월  |                               |
| 가락 동부센트레빌     | 동부건설                                  | 동부건설                              |                     | 2001년 11월 |                               |
| 송파 동부센트레빌     | 동부건설                                  | 동부건설                              |                     | 2004년 12월 | 가락1동주공 (원호주공) 재건축 |
| 래미안 파크팰리스     | 삼성물산㈜ 건설부문                       | 가락한라아파트 재건축조합             |                     | 2007년 11월 | 가락한라 재건축               |
| 가락 금호             | 금호건설                                  | 금호건설                              |                     | 1997년 8월  |                               |